# Ș
Ș, ș (S med komma) er et bogstav i det rumænske alfabet, der repræsenterer lyden /ʃ/, som ligner lyden "sh" på engelsk. Det stammer fra det latinske bogstav S med en komma diakritisk markering, også kendt som "komma nedenunder".
Brug: I rumænsk bruges Ș i forskellige ord for at adskille dem fra ord, der indeholder bogstavet S, som repræsenterer en anden lyd.
Eksempler:
- Șoaptă (hvisken)
- Școală (skole)
- Așa (sådan)

Ortografi- og fonetiske noter:
- Ș følges altid af en vokal.
- Det er fonetisk lignende lyden "sh" på engelsk, som i "sheep" eller "shout".

Kodning og input: I Unicode har Ș koden U+0218 for den store version og U+0219 for den små version.
På andre sprog: Lyden repræsenteret af Ș findes også på andre sprog, som tyrkisk og aserbajdsjansk, hvor den repræsenteres af bogstavet "ş".
I translitteration: I systemer til translitteration fra rumænsk til andre sprog, som engelsk, repræsenteres Ș ofte af "sh".
Historisk betydning: Bogstavet Ș, sammen med dets modstykke Ț (T med komma nedenunder), blev indført i det rumænske alfabet i det 19. århundrede som en del af bestræbelserne på at standardisere sproget og adskille det fra andre romanske sprog.
Se også:
- Ț
- Rumænsk alfabet
- Rumænsk (sprog)